# Nikolaus Kowall

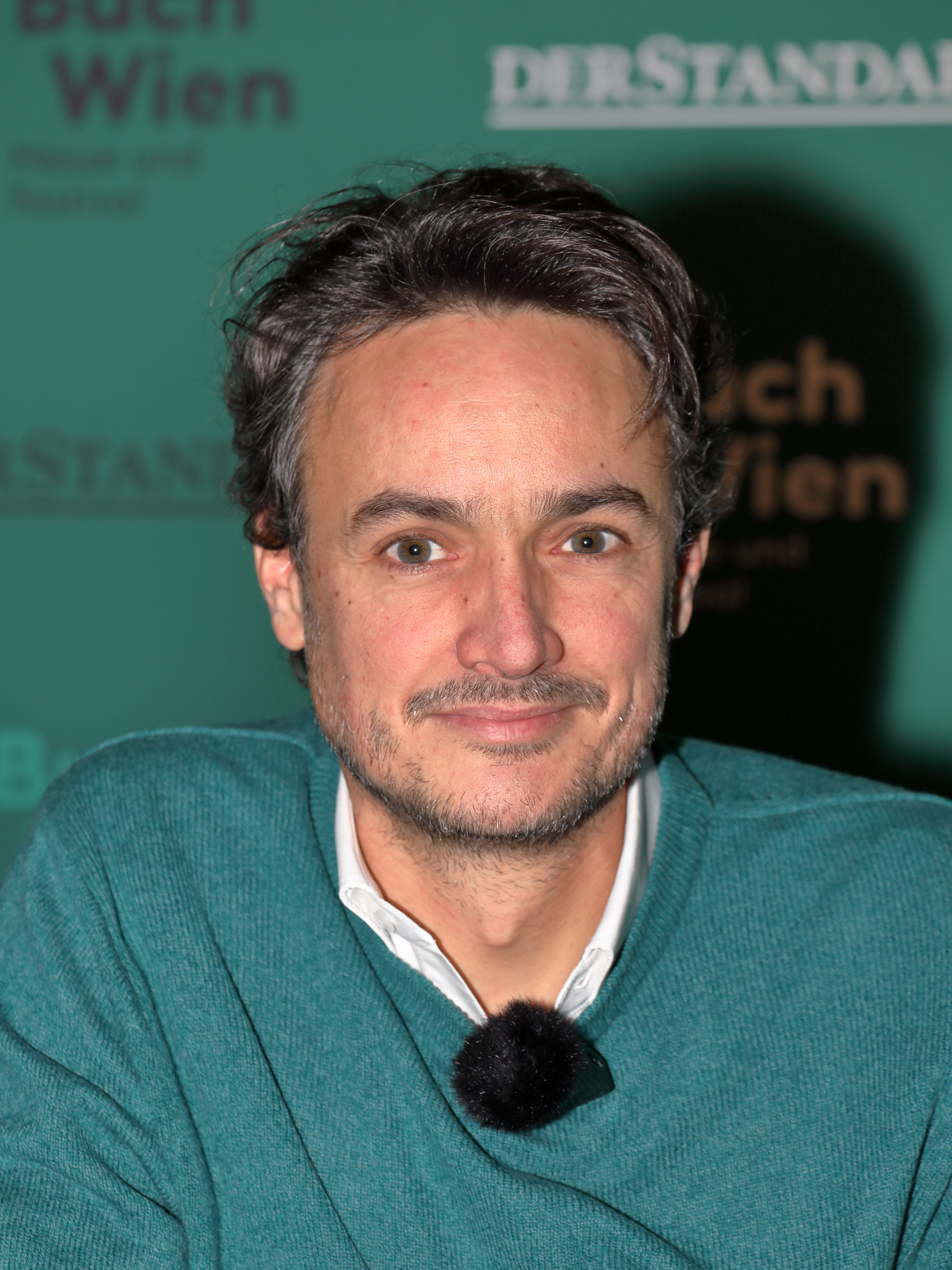
Nikolaus Kowall auf der Buch Wien 2024

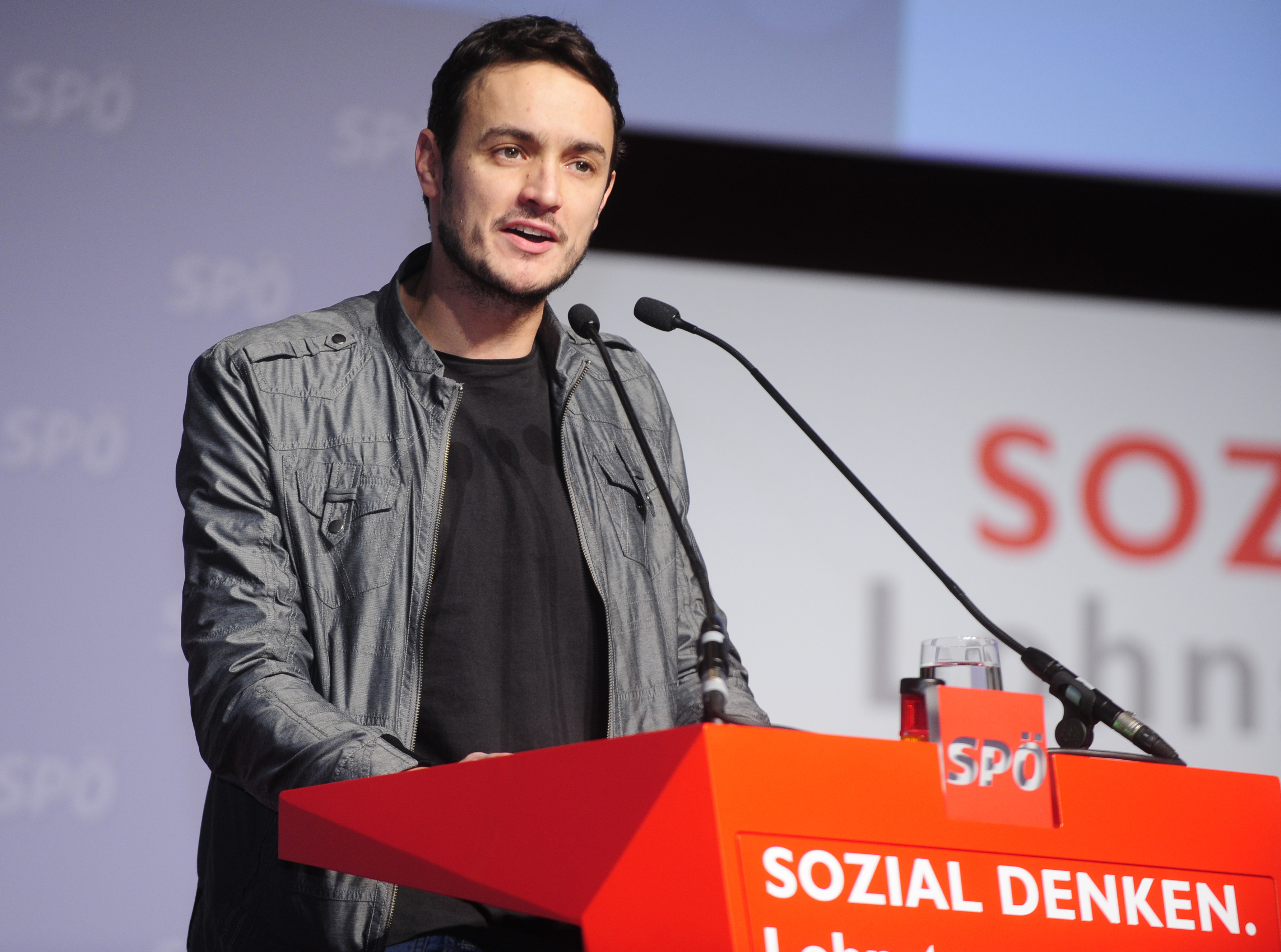
Nikolaus Kowall beim 43. Bundesparteitag der SPÖ (2014)

Nikolaus „Niki“ Kowall (* 1. September 1982 in Wien) ist ein österreichischer Wirtschaftswissenschaftler und Politiker (SPÖ).

## Leben
Kowall wuchs in Hainfeld auf. Er wurde 1999 zum Schulsprecher des Gymnasiums Lilienfeld gewählt und später zum ersten AHS-Landesschulsprecher aus den Reihen der AKS, deren Bundesvorsitzender er zeitweise war.
Zwischen 2009 und 2010 leistete er in Buenos Aires seinen Auslandszivildienst in einem Tagesheim für Straßenkinder ab.

## Wissenschaft
Kowall studierte von 2003 bis 2008 Volkswirtschaft an der WU Wien und promovierte zwischen 2011 und 2016 ebendort bei Reinhard Pirker und Karl Aiginger.
Im Jahr 2011 absolvierte er ein Praktikum beim Institut für Makroökonomie und Konjunkturforschung in Düsseldorf, von 2012 bis 2014 war er dort – neben einer Tätigkeit als Lektor an der WU Wien und der FH Wien – wissenschaftlicher Mitarbeiter. Von 2015 bis 2017 leitete er die Geschäftsstelle des Forschungsinstituts für gesellschaftliche Weiterentwicklung (FGW) in Düsseldorf.
Von 2017 bis 2019 bekleidete er eine Vertretungsprofessur für „International Economics“ an der Hochschule für Technik und Wirtschaft Berlin. Seit 2019 ist er Inhaber einer AK-Stiftungsprofessur für Internationale Makroökonomie an der Fachhochschule des BFI Wien.

## Politik
Er ist Gründungsmitglied der Sektion 8 in der SPÖ Wien, einer „legendär-aufmüpfigen“ Gruppe in der SPÖ Wien und war von 2007 bis 2014 deren Vorsitzender. Seit September 2021 ist er stellvertretender Bezirksparteivorsitzender der SPÖ Wien-Alsergrund im 9. Wiener Gemeindebezirk. Bekannt wurde Kowall vor allem durch seine Rede für das Verbot des „kleinen Glücksspiels“ in Wien auf dem Landesparteitag der SPÖ Wien im Jahr 2011.
Seit Mai 2021 betreibt Kowall den politischen Videoblog Kowall redet Tacheles.
Am 21. März 2023 gab Kowall bekannt, gegen Pamela Rendi-Wagner und Hans Peter Doskozil als Bundesobmann der SPÖ antreten zu wollen. Nach der Bekanntgabe der Kandidatur des Traiskirchner Bürgermeisters Andreas Babler zog Kowall seine Kandidatur wieder zurück.
Für die Nationalratswahl 2024 wurde Kowall im März 2024 zum Spitzenkandidaten der SPÖ Alsergrund gewählt. Auf Platz 20 der Landesliste gereiht strengte er – vergeblich – einen Vorzugsstimmenwahlkampf an.

## Publikationen (Auswahl)
- Raus aus der Globalisierungsfalle: Wie wir die sozial-ökologische Transformation schaffen, Kremayr & Scheriau, Wien 2024, ISBN 978-3-218-01434-2.[9]